# Шесурі-Спермезеу-Вале
Шесурі-Спермезеу-Вале (рум. Șesuri Spermezeu-Vale) — село у повіті Бистриця-Несеуд в Румунії. Входить до складу комуни Спермезеу.
Село розташоване на відстані 353 км на північний захід від Бухареста, 32 км на північний захід від Бистриці, 73 км на північний схід від Клуж-Напоки.

## Населення
За даними перепису населення 2002 року у селі проживали 96 осіб, усі — румуни. Усі жителі села рідною мовою назвали румунську.